# 마키역 (오이타현)
마키역(일본어: 牧駅 마키에키[*])은 일본 오이타현 오이타시에 있는, 규슈 여객철도 닛포 본선의 역이다. 오이타 철도 사업부 오이타 차량 센터가 바로 남쪽에 있기 때문에, 이 역 정차의 열차는 오이타 역으로의 승무원 교대로 향해 편승 및 교대를 끝마치던 운전사의 승강이 있다.

## 역 구조
오이타 철도 사업부 오이타 운송 센터의 옆을 달리는 선로의 북쪽으로 폭의 좁은 승강장을 거들어 단식 승강장 1면 1선을 가지는 지상역이다. 고쿠라 역을 나와서부터 닛포 본선에는 처음으로의 상·하열차의 교환이 되지 않는 역이다. 역 서점은 승강장의 북쪽인 다카조 쪽에 있는 역 담당자가 1인분의 공간만의 작은 건물이다.
분테쓰 개발이 역 업무를 행하는 업무 위탁역으로, 마르스가 없고 POS 단말기가 설비되어 있다. 2012년 이후, 이 역에 규슈 여객철도 IC카드 SUGOCA를 도입 예정.

## 이용 현황
- 2009년도의 1일 평균 승차 인원은 629명이다(전년도 비 - 12명).

| 승차 인원 추이 | 승차 인원 추이 |
| 연도           | 1일 평균 인수  |
| -------------- | -------------- |
| 2000           | 508            |
| 2001           | 501            |
| 2002           | 471            |
| 2003           | 472            |
| 2004           | 490            |
| 2005           | 517            |
| 2006           | 568            |
| 2007           | 604            |
| 2008           | 641            |
| 2009           | 629            |

## 역 주변
부근은 오이타 시 교외의 주택지. 역부터 도보 몇 분의 범위로 복수의 버스 노선이 달리고 있지만 마키 역 앞까지 오는 편은 없다.
- 오이타 현립 예술회관
- 국도 제197호선

## 역사
이 역이 개업하기까지는, 오이타 역 - 다카조 역 간은 보통 열차로 운전 시간에 7분을 필요로 해, 오이타 근교에는 한참 역 간의 긴 구간이 있다. '연선으로 들어앉아서 가장 가까운 역까지 2km는 너무 멀다'라고 말해 주민의 신 역 설치 운동에 의해서 이 역이 설치되었다. 이 역부터 오이타 방향의 가까운 곳에 있는 시모고리 신호장 부근으로, 이전, 임시 승강장이 존재했다.
- 1987년
  - 2월 22일 : 일본국유철도가 개설(같은 날에는 마찬가지로 오이타 시내에 시키도역도 개업).
  - 4월 1일 : 일본국유철도 분할 민영화에 의해 규슈 여객철도가 승계.
- 1994년 12월 1일 : 역 서점을 세워 업무 위탁역화.

## 인접 역
| 닛포 본선          | 닛포 본선   | 닛포 본선                |
| ------------------ | ----------- | ------------------------ |
| 오이타 고쿠라 방면 | ■ 닛포 본선 | 다카조 가고시마추오 방면 |